# Dwory i dworki krakowskie

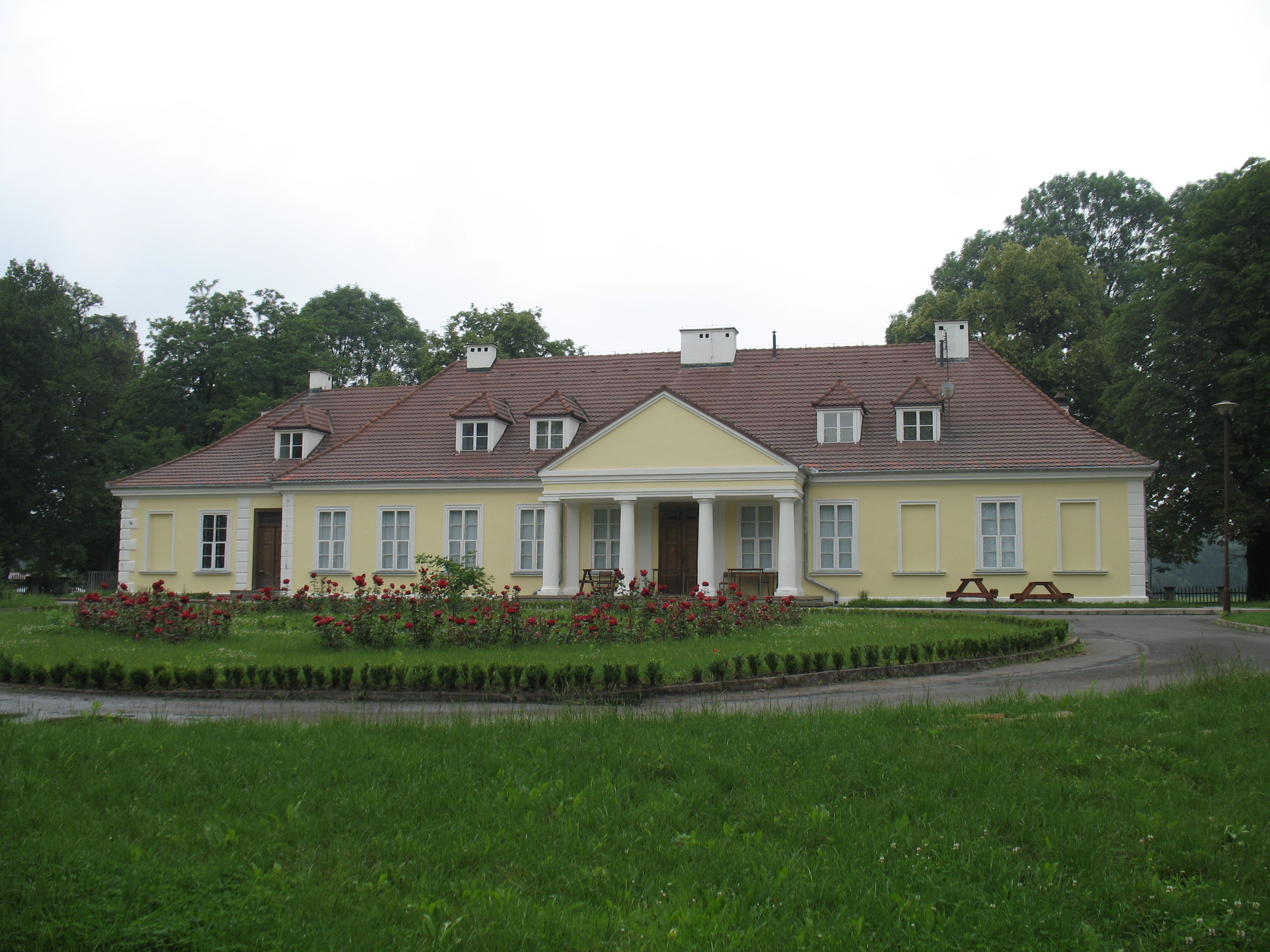
Klasycystyczny dwór rodziny Badenich w Branicach, XIX w.

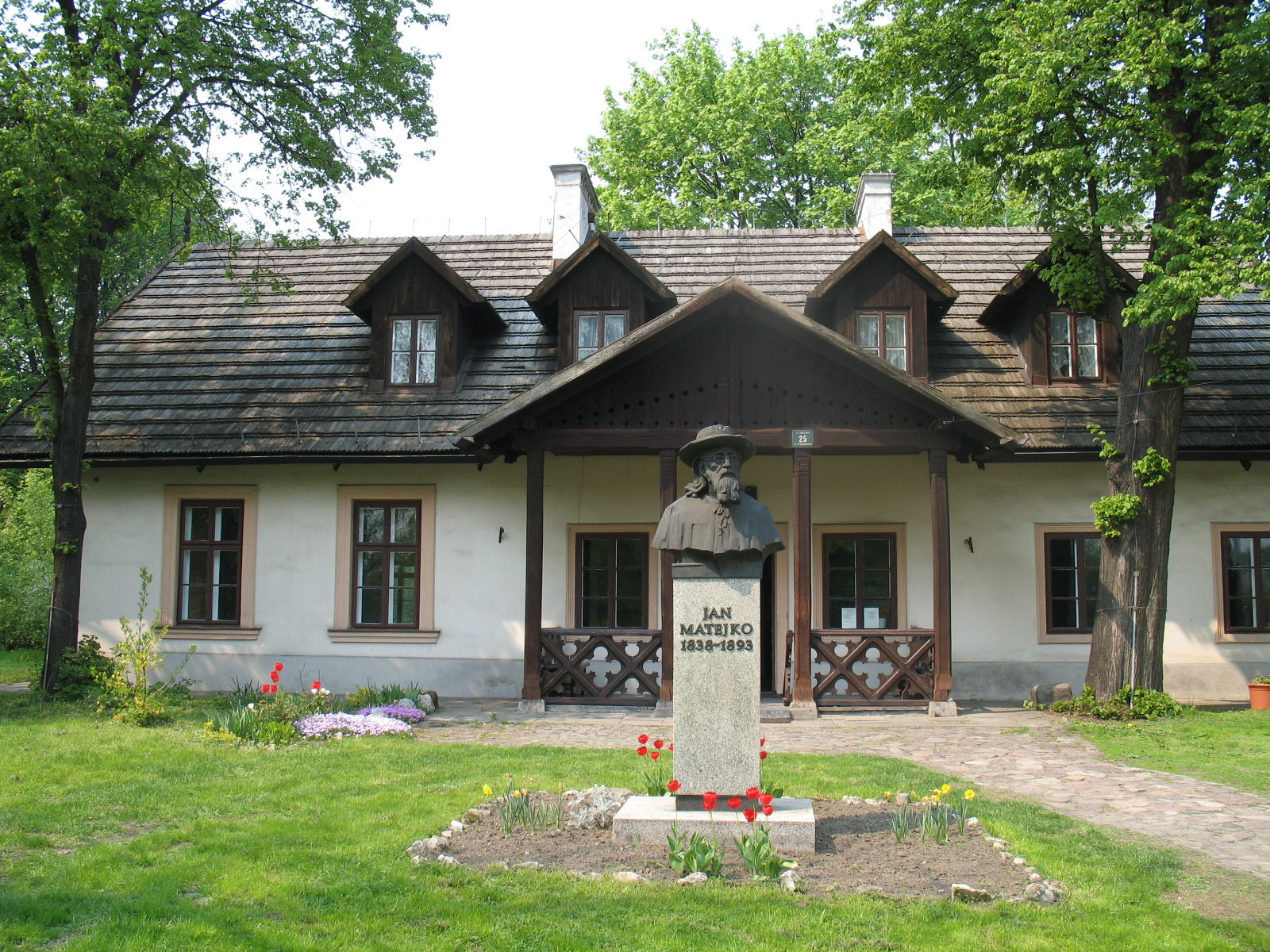
Dworek Jana Matejki w Krzesławicach

Dwory i dworki krakowskie – typowy przykład zabudowy podmiejskiej nieodbiegający architektonicznie i funkcjonalnie od innych regionów Polski. Powstały głównie w XVI–XX w. na obszarze podmiejskim (obecnie miasto Kraków), poza średniowiecznymi fortyfikacjami miejskimi, ale także w obrębie starego miasta (na parcelach opustoszałych na skutek zniszczeń wojennych). Styl dworkowy – jak podkreśla Stała Delegacja Architektów Polskich – jest charakterystyczny dla wielu krakowskich dzielnic i osiedli.

## Wykaz dworów i dworków krakowskich

### Dworki królewskie
- Dwór Łowczego w Krakowie (ul. Kościuszki 37) – rejestr zabytków nr A-135 z dnia 22.03.1948 (dawny dwór folwarczny Norbertanek)

### Dworki kościelne
- Dawny Dwór Biskupi (ul. Białoprądnicka 2) – rejestr zabytków nr A-132 z dnia 18.07.1946
- Dwór Kapitulny w Krakowie (ul. Dworska 4) – rejestr zabytków nr A-849 z dnia 25.05.1990
- dawny Dwór Benedyktyński w Krakowie (ul. Dobrego Pasterza 121) – rejestr zabytków nr A-907 z dnia 10.03.1992 (zespół dawnego folwarku benedyktyńskiego z dworem i ogrodem)
- Dworek ks. Mateusza Dubickiego w Krakowie (ul. Koletek 9) – rejestr zabytków nr A-699 z dnia 30.05.1986
- Dwór oficjalistów klasztornych w Mogile

### Dworki rodzinne
- Dworek Jana Matejki w Krzesławicach (ul. Wańkowicza 25) – rejestr zabytków nr A-330 z dnia 30.06.1961 (zespół dworsko-parkowy, dawny dworek Kirchmajerów)
- Dworek Rogozińskich w Mogile (ul. Klasztorna 2 / ul. Sieroszewskiego) – rejestr zabytków nr A-1034 z dnia 31.07.1996 (zespół dworsko-parkowy)
- Dwór Czeczów w Bieżanowie (ul. ks. J. Popiełuszki 36) – rejestr zabytków nr A-859 z dnia 27.08.1990 (dwór wraz z otoczeniem parkowym)
- Dwór Badenich w Branicach (ul. Sasanek) – rejestr zabytków nr A-73 z dnia 02.01.1968
- Dwór Badenich w Wadowie (ul. Glinik 63) – rejestr zabytków nr A-1098 z dnia 21.12.1998 (dawny zespół dworsko-parkowy)
- Dwór Badenich w Bronowicach
- Dwór Mycielskich w Łuczanowicach (wraz z dawnym zborem kalwińskim) – rejestr zabytków nr A-604 z dnia 26.11.1980[2].
- Dwór Popielów w Krakowie-Ruszczy (ul. Rusiecka 13) – rejestr zabytków nr A-1185/M z 08.12.2009[3] (dwór wraz z otoczeniem parkowym)
- Dwór w Bieńczycach
- Dwór Ziobrowskich w Swoszowicach (ul. Zawiła 2/4) – rejestr zabytków A-644 z 10.06.1983[3] (dwór wraz z otoczeniem parkowym)

### Dworki funkcyjne
- Dworek św. Józefa w Krakowie – rejestr zabytków nr A-328 z dnia 9.02.1937 (dawny Zakład św. Józefa dla Osieroconych Chłopców fundacji Piotra Michałowskiego, zespół dworski z oranżerią)